# Valentí Oviedo
Valentí Oviedo Cornejo (Manresa, 15 de desembre de 1977) és un gestor cultural català, i des del maig de 2018 el director general del Gran Teatre del Liceu.
Oviedo es va llicenciar en Administració i direcció d'empreses per la Universitat Autònoma de Barcelona (UAB) i té formació directiva en MBA, IESE i un postgrau en Control de Gestió. Ha col·laborat com a docent en Finances i Màrqueting en el Màster de Gestió Cultural de la Universitat de Barcelona (UB) i la Universitat Internacional de Catalunya (UIC), i ha estat membre de la junta de l'Associació de Professionals de la Gestió Cultural, i de l'Associació Cultural "El Galliner" de Manresa. Va iniciar la seva carrera professional en el sector privat financer però gràcies al seu vincle amb la cultura i les arts va passar a dirigir Manresana d'Equipaments Escènics, a partir del gener del 2008, en substitució de la dimissionària Laura Bozzo.
El 2008 es va convertir en el gerent del Teatre Kursaal de Manresa, responsabilitat que va desenvolupar fins al 2013, moment en què va deixar l'equipament manresà per fer-se càrrec de la gerència de l'Auditori de Barcelona. El 2016 fou nomenat gerent de l'Institut de Cultura de Barcelona (ICUB). El març del 2018 fou nomenat nou director general del Gran Teatre del Liceu en substitució de Roger Guasch.